# Yare Santana
Yare Santana (Matanzas, 11 de mayo de 1993) es una actriz y modelo cubana, conocida por interpretar a Estefanía Garza en la serie Se rentan cuartos (2019) y a Gaby Reyes Elizondo en la telenovela Pasión de gavilanes 2 (2022).

## Biografía
Desde pequeña se interesó en el mundo del arte y estudió en la Escuela Nacional de Arte en Cuba en la especialidad de teatro. En dicha escuela trabajó como docente desde el año 2012 hasta 2015. En 2015 decide irse a México para estudiar en el CEA (Centro de Educación Artística de Televisa).

## Carrera
En sus inicios participó en distintas obras teatrales en su país como ‘La moza del cántaro’, de Lope de Vega, ‘El rey Lear’, de Shakespeare, ‘Las cuñadas’, de Michel Tremblay, y ‘La Gaviota’, de Antón Chejov.[cita requerida]
En 2019, interpretó a Jenny Infante (nieta ficticia de Pedro Infante) en la película de Netflix, Como caído del cielo. Ese mismo año, actuó en papeles menores en El Dragón, La reina soy yo y El vuelo de la Victoria.
Ese mismo año, llega su primer papel importante en la comedia Se rentan cuartos con Itatí Cantoral, donde interpreta a Estefanía Garza de la Garza hasta la actualidad.
Entre 2021 y 2022, llega otro de sus papeles más recordados en la segunda temporada de la afamada telenovela colombiana Pasión de gavilanes, donde interpretó a Gaby, la hija de Sarita Elizondo (Natasha Klauss) y Franco Reyes (Michel Brown).

## Filmografía

### Televisión
| Año       | Trabajo                              | Personaje                               | Referencia(s) |
| --------- | ------------------------------------ | --------------------------------------- | ------------- |
| 2011-2012 | Santa María del Porvenir             | Maripepa                                | [ 4 ]         |
| 2014      | Cuando el amor no alcanza            | Laritza                                 | [ 9 ]         |
| 2017      | El vuelo de la Victoria              | Natalia                                 | [ 7 ]         |
| 2018      | Como dice el dicho                   | 2 episodios                             | [ 7 ]         |
| 2018      | Sin miedo a la verdad                | Lucía                                   | [ 7 ]         |
| 2019      | La reina soy yo                      | Silvana                                 | [ 7 ] [ 5 ]   |
| 2019      | El Dragón: El regreso de un guerrero | Adri                                    | [ 6 ] [ 7 ]   |
| 2019-2022 | Se rentan cuartos                    | Estefanía Garza De la Garza y más Garza | [ 8 ] [ 7 ]   |
| 2022      | Pasión de gavilanes                  | Gabriela «Gaby» Reyes Elizondo          | [ 1 ] [ 3 ]   |
| 2024      | Y llegaron de noche                  | Lupita Tovar                            | [ 10 ]        |
| 2024      | Ahora que no estás                   | Roberta Ibarra                          | [ 11 ]        |
| 2025      | Mujeres asesinas                     | Fatima                                  | [ 12 ]        |

### Cine
| Año  | Película             | Personaje     | Papel          | Cadena  |
| ---- | -------------------- | ------------- | -------------- | ------- |
| 2019 | Como caído del cielo | Jenny Infante | Coprotagonista | Netflix |